# Simoya Campbell
Simoya Campbell (ur. 1 marca 1994 w Manchesterze) – jamajska lekkoatletka specjalizująca się w biegach średniodystansowych. Okazjonalnie biega także w sztafecie 4 × 400 metrów. Srebrna medalistka uniwersjady (2015). Jest wielokrotną medalistką CARIFTA Games.

## Osiągnięcia
| Rok  | Impreza                                  | Miejsce         | Konkurencja             | Lokata     | Wynik   |
| ---- | ---------------------------------------- | --------------- | ----------------------- | ---------- | ------- |
| 2011 | CARIFTA Games                            | Montego Bay     | bieg na 800 metrów      | 1. miejsce | 2:08,77 |
| 2011 | CARIFTA Games                            | Montego Bay     | sztafeta 4 × 400 metrów | 1. miejsce | 3:31,47 |
| 2011 | Mistrzostwa świata juniorów młodszych    | Lille Metropole | bieg na 800 metrów      | półfinał   | 2:09,62 |
| 2012 | CARIFTA Games                            | Hamilton        | bieg na 800 metrów      | 1. miejsce | 2:08,48 |
| 2012 | CARIFTA Games                            | Hamilton        | bieg na 1500 metrów     | 1. miejsce | 4:49,56 |
| 2012 | CARIFTA Games                            | Hamilton        | sztafeta 4 × 400 metrów | 1. miejsce | 3:34,27 |
| 2012 | Mistrzostwa świata juniorów              | Barcelona       | bieg na 800 metrów      | półfinał   | DNS     |
| 2013 | CARIFTA Games                            | Nassau          | bieg na 800 metrów      | 1. miejsce | 2:06,22 |
| 2013 | CARIFTA Games                            | Nassau          | sztafeta 4 × 400 metrów | 1. miejsce | 3:34,36 |
| 2013 | Mistrzostwa Ameryki Środkowej i Karaibów | Morelia         | bieg na 800 metrów      | 2. miejsce | 2:03,08 |
| 2014 | Igrzyska Wspólnoty Narodów               | Glasgow         | bieg na 800 metrów      | eliminacje | 2:15,00 |
| 2015 | Uniwersjada                              | Gwangju         | bieg na 800 metrów      | 2. miejsce | 1:59,26 |
| 2015 | Mistrzostwa świata                       | Pekin           | bieg na 800 metrów      | eliminacje | 2:01,43 |
| 2016 | Igrzyska olimpijskie                     | Rio de Janeiro  | bieg na 800 metrów      | eliminacje | 2:02,07 |

## Rekordy życiowe
- Bieg na 400 metrów - 53,22 (2015)
- Bieg na 800 metrów - 1:59,26 (2015)
- Bieg na 1500 metrów - 4:34,14 (2016)

Campbell weszła w skład jamajskiej sztafety 4 x 400 m, która 25 kwietnia 2011 roku ustanowiła nowy rekord CARIFTA Games - 3:31,47.